# Serge Reggiani
Serge Reggiani, född 2 maj 1922 i Reggio nell'Emilia Italien, död 23 juli 2004 i Paris Frankrike, var en italiensk-fransk skådespelare och sångare. Han var gift med Noëlle Adam.

## Filmografi i urval
- 1990 - I Hired a Contract Killer
- 1986 – Ont blod
- 1967 – De äventyrslystna
- 1961 – Paris Blues
- 1960 – Vägen tillbaka
- 1958 - Les misérables
- 1955 - Napoléon
- 1952 - Casque d'or
- 1946 - Les portes de la nuit